# الخواجة علي الصفوي
الخواجة علي الصفوي (بالفارسية: خواجه علي سياهپوش) ابن صدر الدين موسى وحفيد صفي الدين الأردبيلي لم تعرف سنة ولادته تحديداً ولكنه تولى مشيخة الطريقة الصفوية بعد وفاة أبيه 1391 بوصية من والده .عاصر الخواجة علي تيمور لنك ثم الصراعات والحروب التي نشبت بعد وفاة تيمور لنك.
أعتنق الخواجة علي المذهب الجعفري متحولاً عن المذهب الشافعي الذي كان عليه أبيه وجده، وتبعه بذلك عموم أفراد الطريقة الصفوية .توفي عام 1424م ودفن في مدينة تبريز (وله ضريح فيها) وتولى إبنه الشيخ إبراهيم مشيخة الطريقة الصفوية من بعده.